# Falsomesosella minor
Falsomesosella minor là một loài bọ cánh cứng trong họ Cerambycidae.